# Höferberg
Höferberg ist ein Gemeindeteil der Stadt Schwarzenbach an der Saale im Landkreis Hof (Oberfranken, Bayern). Höferberg liegt in der Gemarkung Gottfriedsreuth.

## Geografie
Die Einöde liegt am gleichnamigen Berg. Ein Anliegerweg führt 300 Meter nördlich nach Gottfriedsreuth.

## Geschichte
Von 1797 bis 1810 unterstand Höferberg dem Justiz- und Kammeramt Hof. Infolge des Ersten Gemeindeedikts wurde Höferberg dem 1812 gebildeten Steuerdistrikt Martinsreuth und der zugleich entstandenen Ruralgemeinde Gottfriedsreuth zugeordnet. Im Zuge der Gebietsreform in Bayern wurde Höferberg am 1. Januar 1977 in die Stadt Schwarzenbach an der Saale eingegliedert.

### Einwohnerentwicklung
| Jahr      | 1861  | 1871  | 1885  | 1900   | 1925   | 1950   | 1961   | 1970   | 1987  |
| Einwohner | 17    | 6     | 7     | 3      | 5      | 5      | 5      | 3      | 3     |
| Häuser    |       |       | 1     | 1      | 1      | 1      | 1      |        | 1     |
| Quelle    | [ 7 ] | [ 8 ] | [ 9 ] | [ 10 ] | [ 11 ] | [ 12 ] | [ 13 ] | [ 14 ] | [ 1 ] |

## Religion
Höferberg ist bis heute nach St. Gumbertus (Schwarzenbach an der Saale) gepfarrt und evangelisch-lutherisch geprägt.